# 科纳
科纳（義大利語：Cona），是意大利威尼托大区威尼斯廣域市的一个市镇。总面积64平方公里，人口3215人，人口密度50.2人/平方公里（2009年）。ISTAT代码为027010。